# 喬遷
喬遷（1488年—？年），字于木，山东兖州府曹州定陶縣人，明朝政治人物。

## 生平
治《易經》，行一，由國子生中式正德十四年（1519年）己卯科山東鄉試第三十六名舉人，年三十六歲中式嘉靖二年（1523年）癸未科會試第三百九十九名，第三甲第一百三十一名進士。初授河南郾城县知县，有惠政，调洛阳县，十五年知山西石州，十七年升遷户部员外郎。嘉靖四年（1525年）官嚴州府同知。

## 家族
曾祖喬通。祖父喬仲友，義官。父喬璽，监生。母王氏。具庆下。弟喬選。